# Ginka Zagorcheva
Ginka Zagorcheva (Rakovski, Plovdiv, 12 de abril de 1958) é uma antiga atleta búlgara, que se notabilizou ao vencer a prova de 100 metros barreiras do Campeonato Mundial de Atletismo de 1987 em Roma. Foi detentora do recorde mundial (12"25) desta disciplina, entre 1987 e 1988, ano em que foi batida pela sua compatriota Yordanka Donkova.